# Robleda (Zamora)
Robleda (en senabrés Robreda) es una localidad española del municipio de Robleda-Cervantes, perteneciente a la provincia de Zamora, en la comunidad autónoma de Castilla y León. Es sede del ayuntamiento.

## Geografía
Pertenece a la histórica y tradicional comarca de Sanabria, a la jurisdicción de Puebla de Sanabria y a la diócesis de Astorga. Actualmente es la capital del municipio de Robleda-Cervantes, en cuyo término se sitúan además las localidades de Barrio de la Gafa, Barrio Lagarejos, Cervantes, Ferreros, Paramio, Sampil, San Juan de la Cuesta, Triufé y Valdespino.

## Historia
Durante la Edad Media quedó integrado en el Reino de León, cuyos monarcas habrían acometido la repoblación de la localidad dentro del proceso repoblador llevado a cabo en Sanabria. Tras la independencia de Portugal del reino leonés en 1143 habría sufrido por su situación geográfica los conflictos entre los reinos leonés y portugués por el control de la frontera, quedando estabilizada la situación a inicios del siglo XIII.
Posteriormente, en la Edad Moderna, Robleda fue una de las localidades que se integraron en la provincia de las Tierras del Conde de Benavente y dentro de esta en la receptoría de Sanabria. No obstante, al reestructurarse las provincias y crearse las actuales en 1833, Robleda pasó a formar parte de la provincia de Zamora, dentro de la Región Leonesa, quedando integrado en 1834 en el partido judicial de Puebla de Sanabria.
Robleda, antes de convertirse en la capital del municipio, fue una localidad aneja de «Chaguaceda»[cita requerida], localidad que en la actualidad es un despoblado desde principio del siglo XIX. Varias son las hipótesis sobre la desaparición de Chaguaceda, principalmente referidas a la guerra con los franceses o una pandemia de peste.
A mediados del siglo XIX el lugar tenía contabilizada una población de 63 habitantes. Aparece descrito en el decimotercer volumen del Diccionario geográfico-estadístico-histórico de España y sus posesiones de Ultramar de Pascual Madoz de la siguiente manera:

ROBLEDA: l. en la prov. de Zamora (16 leg.), part. jud. de Puebla de Sanabria (1,2), dióc. de Astorga (12), aud. terr. y c. g de Valladolid (29 1/2); es cab. del ayunt. de su mismo nombre á que se hallan agregados los pueblos de Cervantes, Ferreros, Paramio, San Juan de la Cuesta, San Pil, Triufe y Valdespino. sit. en un valle; su clima es frio, pero sano. Tiene 28 casas; escuela de primeras letras por temporada; igl. parr. (La Sta. Cruz), matriz de Triufe, servida por un cura de ingreso y presentacion de seis voces mistas, y buenas aguas potables. Confina con Paramio, Triufe, San Pil y Castellanos; en el térm. se encuentra el desp. de Chaguaceda en el que hay unas casas y tres vec. El terreno es de buena y mediana calidad. Los caminos son locales: recibe la corrrespondencia de la Puebla. prod.: centeno, lino, patatas, hortalizas, frutas y pastos; cria ganados y caza de varios animales. ind.: cuatro telares de lienzos ordinarios y la recriacion de ganados. pobl.: 16 vec.; 63 alm. cap. prod.: 49,066 rs. imp.: 5.645. contr.: 1,259 rs. 16 mrs.
(Madoz, 1849, p. 522)

## Patrimonio
En la localidad hay una iglesia bajo la advocación de la Santa Cruz.